# 261 Prymno
A 261 Prymno a Naprendszer kisbolygóövében található aszteroida. Christian Heinrich Friedrich Peters fedezte fel 1886. október 31-én.